# María José Bello
María José Bello Pérez (Valdivia, 30 de octubre de 1980) es una actriz chilena, de teatro, cine y televisión. 

## Biografía
Nació el 30 de octubre de 1980 en Valdivia. Hija de Francisco Bello y de Ana María Pérez Osses. Durante su infancia y adolescencia residió entre Santiago y La Serena. Cursó sus estudios de Teatro en la Universidad ARCIS, egresando con distinción en su examen de título.
Durante la época universitaria fue pareja del actor Mario Horton. Contrajo matrimonio con el arquitecto Mauricio Pichara. Ambos son padres de Tadeo Pichara Bello (nacido en 2015) y Nina Pichara Bello (nacida en 2019).

## Carrera artística
Es una de las fundadoras en el año 2003 de la Central de Inteligencia Teatral (C.I.T.), donde ha tenido una destacada participación dramática. Debutó en la teleserie Versus de TVN el año 2005, después se va a Chilevisión donde participa en Vivir con 10 y Mala conducta del año 2007 y 2008 respectivamente.
A fines de 2008 emigra a Canal 13 para participar en Cuenta conmigo donde interpreta a la maravillosa brasileña "Paloma", también interpretó a inolvidable "Sandra", la amiga de Claudia en Los 80. Tiene el rol de Monserrat Tagle en la teleserie Feroz de Canal 13, la cual salió al aire en marzo de 2010 donde interpretó a una típica hija consentida y caprichosa.  
En agosto de 2010 es la menor de las panelistas de Acoso textual. Participó en Peleles, la primera teleserie nocturna de Canal 13, donde también participan Cristian Campos, Claudio Arredondo y Carolina Arregui, entre otros.
En el segundo semestre de 2012 participó en el film Paseo de oficina de Roberto Artiagoitia donde también participan Luis Gnecco, Gaston Pauls, Daniel Alcaino, entre otros.
El 28 de junio de 2012, Canal 13 estrenó la tercera temporada del programa Mi nombre es..., donde participó imitando al grupo mexicano Pandora junto a las actrices Ingrid Parra y Carolina Paulsen, quedando seleccionadas para la semifinal.
En 2011 incursiona en las teleseries nocturnas Peleles y 2013 en Las Vega's. Realiza su último personaje el 2014 en Valió la pena de Canal 13.
En 2015 firma contrato con Mega y es la protagonista de Eres mi tesoro representando a Julieta Lizama. Posteriormente forma parte de la nocturna de Perdona nuestros pecados, donde interpreta a Bárbara Román, una profesora lesbiana en los años 1950 y 1960.
El 25 de agosto de 2018 recibió en la ciudad de Valencia, España un reconocimiento artístico "Valencia 2018, ciudad del Grial" precisamente por su magnífica interpretación de género llevada a cabo junto a su compañera de reparto Soledad Cruz.

## Filmografía
- La vaca atada (2009)
- Los 33 de Atacama (2011)
- Paseo de Oficina (2012)
- Fiesta Falsa (2013)
- Me vuelves loca[5] (2023)

## Televisión
| Año       | Título                   | Papel              | Cadena              |
| --------- | ------------------------ | ------------------ | ------------------- |
| 2005      | Versus                   | Marisol Yáñez      | Televisión Nacional |
| 2007      | Vivir con 10             | Tábata Rojas       | Chilevisión         |
| 2008      | Mala Conducta            | Dominga Magallanes | Chilevisión         |
| 2009      | Cuenta Conmigo           | Paloma Valenzuela  | Canal 13            |
| 2010      | Feroz                    | Montserrat Tagle   | Canal 13            |
| 2011      | Peleles                  | Daniela Acosta     | Canal 13            |
| 2013      | Las Vegas                | Antonia Vega       | Canal 13            |
| 2014      | Valió la pena            | Verónica García    | Canal 13            |
| 2015      | Eres mi tesoro           | Julieta Lizama     | Mega                |
| 2016      | Ámbar                    | Carla Pino         | Mega                |
| 2017-2018 | Perdona nuestros pecados | Bárbara Román      | Mega                |
| 2019-2020 | 100 días para enamorarse | Catalina Mardones  | Mega                |
| 2021      | Demente                  | Patricia Aguirre   | Mega                |
| 2023-2024 | Dime con quién andas     | María Jesús Castro | Paramount+          |

| Año       | Título                    | Papel               | Cadena   |
| --------- | ------------------------- | ------------------- | -------- |
| 2006      | Mea culpa                 | Paola Garrido       | TVN      |
| 2006      | El día menos pensado      | Francisca           | TVN      |
| 2007      | Casado con hijos          | Florencia / Giovana | Mega     |
| 2009-2012 | Los 80: segunda temporada | Sandra González     | Canal 13 |
| 2013      | El hombre de tu vida      | Silvina Muñoz       | Canal 13 |

| Año  | Título              | Papel      | Cadena         |
| ---- | ------------------- | ---------- | -------------- |
| 2005 | Pasiones            | Andrea     | TVN            |
| 2010 | Acoso textual       | Panelista  | Canal 13       |
| 2012 | Mi nombre es... VIP | Pandora    | Canal 13       |
| 2013 | Factor de cambio    | Conductora | Canal 13 Cable |
| 2017 | Vuelta a la manzana | Conductora | Mega           |

#### Publicidad
- La Polar - (2010) Protagonista del comercial
- Verisure (2024) - Coprotagonista del comercial 1ra parte

## Radio
- Romántica FM (2019-presente)

## Vídeos musicales
|-
| 2017 | | “Dejando Libre El Amor | |  Chancho en Piedra | | Jimmy Fernández y Rodrigo Lepe 
|-
| 2025 | | “Así Soy (Dile a tu perr* que deje de investigarme)” | | Loyaltty | | Natalia Montecinos | |
|-